# Xtro 2
Xtro 2: Kolejny pojedynek (Xtro II: The Second Encounter) − druga części niskobudżetowego filmu fabularnego (fantastycznonaukowy horror) z 1990 roku, ponownie w reżyserii Harry’ego Bromleya Davenporta.

## Fabuła
W podziemnym laboratorium kończą się prace nad urządzeniem umożliwiającym podróże do innego wymiaru, ale pierwsi ochotnicy napotykają tam okropną, nienazwaną moc, która za ich pośrednictwem chce opanować Ziemię.

## Obsada
Źródło: Filmweb
- Nicholas Lea - Baines
- Paul Koslo - Doktor Alex Summerfield
- Jan-Michael Vincent - Doktor Ron Shepherd
- Jano Frandsen - McShan
- Tara Buckman - Doktor Julie Casserly

i inni. 